# Spellbound Entertainment
Die Spellbound Entertainment AG war ein deutscher Computerspieleentwickler mit Sitz in Offenburg. Gegründet wurde die Firma 1994 von Armin Gessert, der bis zu seinem Tod im Jahr 2009 Geschäftsführer war. 2012 wurde das Entwicklerstudio nach Insolvenz geschlossen. Kurz darauf gründeten ehemalige Mitarbeiter Black Forest Games.

## Geschichte
Nachdem Armin Gessert bereits bei Rainbow Arts und Blue Byte gearbeitet hatte, gründete er 1994 zusammen mit Jean-Marc Haessig ein eigenes Entwicklungsstudio. Das Team setzt sich vor allem aus Entwicklern aus Deutschland und Frankreich zusammen. Der Jahresüberschuss der Aktiengesellschaft betrug im Geschäftsjahr 2009 6.708,13 Euro.
Anfangs lieferte das Studio Grafiken für den dritten Teil der Nordland-Trilogie von Attic, bevor es den Auftrag erhielt, ein Echtzeitstrategiespiel zur deutschen Science-Fiction-Romanserie Perry Rhodan zu entwickeln.
1998 erschien das erste eigene Spiel Airline Tycoon, eine Wirtschaftssimulation, die sich durch hohe Komplexität und gleichzeitig gute Zugänglichkeit auszeichnete. Der Comicstil, in dem das Spiel umgesetzt wurde, wurde bei den folgenden Spielen beibehalten, wenn auch in teilweise abgeschwächter Form. Airline Tycoon erhielt mit AT First Class, AT Evolution und AT Deluxe in den Folgejahren mehrere Add-ons bzw. Neuauflagen. Die Arbeiten am Nachfolger Airline Tycoon 2 wurden beendet, nachdem die Namens- und Vermarktungsrechte an den Publisher Kalypso Media verkauft wurden.
Den ersten großen Hit machte das Spiel Desperados: Wanted Dead or Alive aus, welches von vielen Spielemagazinen und Spielern als durchdachter und stimmiger als der bisherige Genre-Primus Commandos angesehen wurde. Allerdings trübten Streitigkeiten mit Publisher Infogrames über kostenlose Erweiterungen, die sogenannten „Webisodes“, den Erfolg, da sie zwar angekündigt aber nie veröffentlicht wurden.
Die Quasi-Nachfolger Robin Hood – Die Legende von Sherwood und Chicago 1930 konnten durch teilweise radikale Änderungen am Spielprinzip (Betonung auf Action-Elemente) und die Enttäuschung über die „Webisodes“ nicht an diesen Erfolg anknüpfen. Wobei jedoch, zumindest bei Robin Hood, die teilweise innovativen Ideen begrüßt wurden.
Während dieser Zeit entstand auch als „Spiel für Zwischendurch“ Rauchende Colts, eine Art Moorhuhn-Klon, das Spellbound per Eigenvertrieb anbot.
Der Desperados-Nachfolger Desperados 2: Cooper’s Revenge, der am 26. April 2006 erschienen ist, knüpfte wieder an die Elemente des ersten Teils an und wurde sowohl von Käufern wie auch von Spielemagazinen positiv aufgenommen.
Firmengründer Armin Gessert verstarb am 8. November 2009. Sein bisheriger Stellvertreter Andreas Speer führte seitdem das Unternehmen, die kreative Leitung lag beim Mitgründer Jean-Marc Haessig.
Am 12. Oktober 2010 erschien das Spiel Arcania – Gothic 4, der damals vierte Teil der Rollenspielreihe Gothic, für den österreichischen Publisher JoWooD.
Im März 2012 sah sich Spellbound gezwungen, Insolvenz anzumelden. Der Geschäftsbetrieb wurde jedoch vorerst normal weitergeführt.

## Black Forest Games
Im Juli 2012 wurde bekanntgegeben, dass ein Großteil der Belegschaft ein neues Entwicklerstudio unter dem Namen Black Forest Games gegründet habe. 35 der zuletzt 60 Mitarbeiter wechselten in das neue Studio und übernahmen auch die zuletzt von Spellbound entwickelten Projekte. Formal entstand die Black Forest Games GmbH durch Umfirmierung aus der Spellbound Entertainment GmbH, Berlin.
Im August 2017 übernahm der schwedische Konzern THQ Nordic den Entwickler Black Forest Games.

## Entwickelte Spiele
| Erscheinungsjahr | Titel                                 | Publisher                       |
| ---------------- | ------------------------------------- | ------------------------------- |
| 1998             | Perry Rhodan – Operation Eastside     | Fantasy Productions             |
| 1998             | Airline Tycoon                        | Infogrames                      |
| 1999             | Airline Tycoon First Class            | Infogrames                      |
| 2002             | Airline Tycoon Evolution              | Ubisoft Monte Cristo Multimedia |
| 2003             | Airline Tycoon Deluxe                 | Infogrames                      |
| 2001             | Desperados: Wanted Dead or Alive      | Infogrames                      |
| 2002             | Robin Hood – Die Legende von Sherwood | Wanadoo Edition                 |
| 2003             | Chicago 1930                          | Wanadoo Edition                 |
| 2003             | Rauchende Colts                       | Spellbound Entertainment        |
| 2006             | Desperados 2: Cooper’s Revenge        | Atari SA                        |
| 2007             | Helldorado                            | dtp entertainment               |
| 2009             | Giana Sisters DS                      | dtp entertainment               |
| 2010             | Arcania – Gothic 4                    | JoWooD                          |
| 2011             | Arcania – Fall of Setarrif            | Nordic Games                    |